# Torneo di Wimbledon 1893
Il Torneo di Wimbledon 1893 è stata la 17ª edizione del Torneo di Wimbledon e prima prova stagionale dello Slam per il 1893.
Si è giocato sui campi in erba dell'All England Lawn Tennis and Croquet Club di Wimbledon a Londra in Gran Bretagna. 
Il torneo ha visto vincitore nel singolare maschile il britannico Joshua Pim
che ha sconfitto in finale in 4 set il connazionale Wilfred Baddeley con il punteggio di 3–6 6–1 6–3 6–2.
Nel singolare femminile si è imposta la britannica Lottie Dod
che ha battuto in finale in 2 set la connazionale Blanche Bingley Hillyard.
Nel doppio maschile hanno trionfato Joshua Pim e Frank Stoker.

## Sommario
Nel torneo femminile Blanche Bingley Hillyard sfidò Lottie Dod nel challenge round. Qualche settimana prima di Wimbledon le aveva annullato tre match point nel torneo di Manchester, perdendo però 6–3 3–6 7–5. Questa volta perse di nuovo in 3 set. Lottie Dod vestiva di bianco con la cuffia da cricket sulla testa, con delle calze nere. All'inizio del terzo set la Dod cadde pesantemente. Si pensò che potesse cedere, ma nonostante tutto, ottenne la sua terza corona a Wimbledon. Lottie Dod non giocò mai più a tennis. Continuò a praticare altri sport, tra cui:golf, tiro con l'arco, dove vinse la medaglia d'argento alle Olimpiadi del 1908.
Con un record di 8 vittorie e 0 sconfitte, Lottie Dod rimane l'unica donna nella storia del tennis a non aver mai perso un match del Grande Slam. In 11 anni di carriera ha perso solo 5 partite.

## Risultati

### Singolare maschile
Joshua Pim ha battuto in finale  Wilfred Baddeley con il punteggio di 3–6 6–1 6–3 6–2

### Singolare femminile
Lottie Dod ha battuto in finale  Blanche Bingley Hillyard con il punteggio di 6–8, 6–1, 6–4

### Doppio maschile
Joshua Pim /  Frank Stoker hanno battuto in finale  Ernest Lewis /  Harry Barlow con il punteggio di 4–6, 6–3, 6–1, 2–6, 6–0